# Zebraplatys fractivittata
Espèce
Synonymes
- Holoplatys fractivittata Simon, 1909

Zebraplatys fractivittata est une espèce d'araignées aranéomorphes de la famille des Salticidae.

## Distribution
Cette espèce est endémique d'Australie-Occidentale.

## Description
La femelle holotype mesure 5 mm.
La carapace du mâle décrit par Żabka en 1992 mesure 1,75 mm de long sur 1,05 mm et l'abdomen 1,90 mm et la carapace des femelles mesure de 2,07 à 2,29 mm de long sur de 1,18 à 1,28 mm et l'abdomen de 2,51 à 3,70 mm de long.

## Publication originale
- Simon, 1909 : Araneae. 2e partie. Die Fauna Sudwest-Australiens. Jena, vol. 2, no 13, p. 152-212 (texte intégral).